# 수정 시온주의
수정 시온주의(Revisionist Zionism)는 요르단강의 양안 곧 팔레스타인 위임통치령과 트란스요르단 지역을 모두 유대인의 영토로 주장한 팽창주의적인 시온주의의 분파이다. 제에브 자보틴스키에 의해 발전했으며 이스라엘 땅으로의 개별적 정착에 집중한 다비드 벤구리온과 하임 바이츠만의 "실질적 시온주의"에 대한 수정을 주장했다. 이념적으로 좌파의 노동 시온주의와 대립했다.
영국 위임통치령 팔레스타인에서 자보틴스키를 중심으로 한 수정 시온주의자들은 독자적인 무장조직 이르군을 설립하여 활동했으며 이와 별개로 아브라함 슈테른이 설립한 레히도 활동하였다. 이들은 이스라엘국 수립 이후 해산하였으나 현대의 이스라엘 우파 정당에 사상적 영향을 남겼다.

## 같이 보기
- 신시온주의
- 대이스라엘